# Augsburg-Hochzoll (stacja kolejowa)
Augsburg-Hochzoll – stacja kolejowa w Augsburgu, w kraju związkowym Bawaria, w Niemczech. Znajdują się tu 3 perony.